# 伊籍
伊籍（207年前—221年後），字機伯，兗州山陽高平縣人，三國時期蜀漢官員。

## 生平
年少時便依附於同鄉劉表。劉備落難到荊州時，欣賞劉備的伊籍時常拜訪，雙方建立起友誼。208年8月，劉表病死，伊籍便轉投劉備，一起渡江南下。
211年，伊籍隨劉備入蜀屯駐蜀地，隨後劉備和劉璋雙方決裂，在214年平定益州後，任伊籍為左將軍從事中郎，其待遇次於簡雍、孙乾等。後升任為昭文將軍，並與諸葛亮、法正、劉巴、李嚴共同編制《蜀科》，蜀漢法律由此五人所定。

## 特徵
伊籍擅長辯論，有急才。如曾出使吳國，孫權聽說他的辯才，想在言談間挫敗他，伊籍拜見孫權，孫權問：「勞事無道之君乎？」伊籍立即回答：「一拜一起，未足為勞。」孫權也為其辯才而感到非常驚奇。

## 逸聞
- 伊籍出使東吳拜見孫權途中對吳地及吳人有高度評語，他說：「其山嶵巍以嵯峨，其水㳌渫而揚波，其人磊砢而英多。」[2]

## 評價
《三國志》評曰:「糜竺、孫乾、簡雍、伊籍，皆雍容風議，見禮於世。」

## 藝術形象

### 三国演义
初登場為第三十四回，告誡劉備不可乘坐的盧馬，但被劉備「但凡人死生有命，豈馬所能妨哉」言論折服。後蔡瑁设计陷害刘备時負責通风报信，使劉備得以在席間逃脫，並「躍馬檀溪」。赤壁之戰後獻策劉備招募荊襄賢士馬良、馬謖兄弟。

## 延伸阅读
[在维基数据编辑]
 《三國志·卷38》，出自陳壽《三國志》

1. ↑  《三國志》本傳載“少依邑人镇南将军刘表”，證明與劉表為同縣（邑）人。
2. ↑  《裴子語林》：蜀人伊籍稱吳土地人物云：「其山嶵巍以嵯峨，其水㳌渫而揚波，其人磊砢而英多。」